# Граціано Біні
Граціано Біні (італ. Graziano Bini, нар. 7 січня 1955, Сан-Данієле-По) — італійський футболіст, що грав на позиції захисника, насамперед за «Інтернаціонале».
Чемпіон Італії. Дворазовий володар Кубка Італії.

## Клубна кар'єра
Народився 7 січня 1955 року в місті Сан-Данієле-По. Вихованець юнацьких команд футбольних клубів «Кремонезе» та «Інтернаціонале».
У дорослому футболі дебютував 1971 року виступами за команду «Інтернаціонале» у сезоні 1971/72. Став стабільним гравцем основного складу «Інтера» з 1974 року, загалом провів у його складі 14 сезонів, взявши за цей час участь у 233 матчах чемпіонату. У сезоні 1979/80 ставав у складі міланської команди чемпіоном Італії, двічі здобував Кубок країни.
Завершував ігрову кар'єру у друголіговій «Дженоа», за яку виступав протягом 1985—1987 років.

## Виступи за збірні
1973 року залучався до складу молодіжної збірної Італії. На молодіжному рівні за команди різних вікових категорій зіграв у 7 офіційних матчах.

## Кар'єра тренера
По завершенні ігрової кар'єри працював у системі клубу «Інтернаціонале», де тренував команду дублерів.

## Статистика виступів

### Статистика клубних виступів
| Сезон                      | Команда                    | Чемпіонат                  | Чемпіонат | Чемпіонат | Національний кубок | Національний кубок | Національний кубок | Континентальні кубки | Континентальні кубки | Континентальні кубки | Інші змагання | Інші змагання | Інші змагання | Усього | Усього |
| Сезон                      | Команда                    | Ліга                       | Ігор      | Голів     | Ліга               | Ігор               | Голів              | Ліга                 | Ігор                 | Голів                | Ліга          | Ігор          | Голів         | Ігор   | Голів  |
| -------------------------- | -------------------------- | -------------------------- | --------- | --------- | ------------------ | ------------------ | ------------------ | -------------------- | -------------------- | -------------------- | ------------- | ------------- | ------------- | ------ | ------ |
| 1971–72                    | «Інтернаціонале»           | A                          | 1         | 0         | КІ                 | 2                  | 0                  | КЧ                   | 0                    | 0                    | -             | -             | -             | 3      | 0      |
| 1972–73                    | «Інтернаціонале»           | A                          | 2         | 0         | КІ                 | 2                  | 0                  | КУЄФА                | 5                    | 0                    | -             | -             | -             | 9      | 0      |
| 1973–74                    | «Інтернаціонале»           | A                          | 6         | 0         | КІ                 | 4                  | 0                  | КУЄФА                | 1                    | 0                    | -             | -             | -             | 11     | 0      |
| 1974–75                    | «Інтернаціонале»           | A                          | 26        | 0         | КІ                 | 4                  | 0                  | КУЄФА                | 3                    | 0                    | -             | -             | -             | 33     | 0      |
| 1975–76                    | «Інтернаціонале»           | A                          | 15        | 0         | КІ                 | 1                  | 0                  | -                    | -                    | -                    | -             | -             | -             | 16     | 0      |
| 1976–77                    | «Інтернаціонале»           | A                          | 19        | 0         | КІ                 | 7                  | 1                  | КУЄФА                | 2                    | 0                    | -             | -             | -             | 28     | 1      |
| 1977–78                    | «Інтернаціонале»           | A                          | 19        | 1         | КІ                 | 10                 | 1                  | КУЄФА                | 2                    | 0                    | -             | -             | -             | 31     | 2      |
| 1978–79                    | «Інтернаціонале»           | A                          | 27        | 0         | КІ                 | 2                  | 0                  | КВК                  | 6                    | 0                    | -             | -             | -             | 35     | 0      |
| 1979–80                    | «Інтернаціонале»           | A                          | 28        | 1         | КІ                 | 6                  | 0                  | КУЄФА                | 4                    | 0                    | -             | -             | -             | 38     | 1      |
| 1980–81                    | «Інтернаціонале»           | A                          | 25        | 2         | КІ                 | 4                  | 0                  | КЧ                   | 8                    | 1                    | НТ            | 2             | 0             | 39     | 3      |
| 1981–82                    | «Інтернаціонале»           | A                          | 25        | 0         | КІ                 | 6                  | 0                  | КУЄФА                | 2                    | 1                    | -             | -             | -             | 33     | 1      |
| 1982–83                    | «Інтернаціонале»           | A                          | 18        | 2         | КІ                 | 8                  | 2                  | КВК                  | 3                    | 0                    | -             | -             | -             | 29     | 4      |
| 1983–84                    | «Інтернаціонале»           | A                          | 18        | 1         | КІ                 | 4                  | 0                  | КУЄФА                | 2                    | 0                    | -             | -             | -             | 24     | 1      |
| 1984–85                    | «Інтернаціонале»           | A                          | 4         | 0         | КІ                 | 6                  | 0                  | КУЄФА                | 6                    | 0                    | -             | -             | -             | 16     | 0      |
| Усього за «Інтернаціонале» | Усього за «Інтернаціонале» | Усього за «Інтернаціонале» | 233       | 7         |                    | 66                 | 4                  |                      | 44                   | 2                    |               | 2             | 0             | 345    | 13     |
| 1985–86                    | «Дженоа»                   | B                          | 18        | 0         | КІ                 | 4                  | 0                  | -                    | -                    | -                    | -             | -             | -             | 22     | 0      |
| 1986–87                    | «Дженоа»                   | B                          | 10        | 0         | КІ                 | 0                  | 0                  | -                    | -                    | -                    | -             | -             | -             | 10     | 0      |
| Усього за «Дженоа»         | Усього за «Дженоа»         | Усього за «Дженоа»         | 28        | 0         |                    | 4                  | 0                  |                      | -                    | -                    |               | -             | -             | 32     | 0      |
| Усього за кар'єру          | Усього за кар'єру          | Усього за кар'єру          | 261       | 7         |                    | 70                 | 4                  |                      | 44                   | 2                    |               | 2             | 0             | 377    | 13     |

## Титули і досягнення
- Чемпіон Італії (1):

«Інтернаціонале»: 1979-1980
- Володар Кубка Італії (2):

«Інтернаціонале»: 1977-1978; 1981-1982